# Elberon (New Jersey)
Pour les articles homonymes, voir Elberon.
Elberon est une zone non incorporée qui fait partie de Long Branch dans le comté de Monmouth, New Jersey aux États-Unis. Sa population était de 31 671 habitants lors du recensement de 2000.
Elberon est une station balnéaire de la côte atlantique très réputée au XIXe siècle et qui fut fréquentée par les présidents Chester A. Arthur, James Garfield, Ulysses S. Grant, Benjamin Harrison, Rutherford Hayes,  William McKinley et Woodrow Wilson.